# Eleocharis reverchonii
Eleocharis reverchonii là loài thực vật có hoa trong họ Cói. Loài này được Svenson mô tả khoa học đầu tiên năm 1929.